# Fase (onda)

En un movimiento armónico simple; A es la amplitud y T es el período, dados dos instantes y, tales que presentan la misma fase de la onda.

En física y matemáticas, la fase de una onda indica la situación instantánea en el ciclo, de una magnitud que varía cíclicamente, siendo la fracción del periodo transcurrido desde el instante correspondiente al estado tomado como referencia. Podemos representar un ciclo en un círculo de 360°, diciendo que «fase» es la diferencia en grados entre un punto sobre este círculo y un punto de referencia, una rotación de 360° es equivalente a un ciclo. Gráficamente, el valor que esta fase toma en un instante cero se denomina: fase inicial.

## Problemas de fase en sonido
En sonido, cuando hablamos de señales más complejas todo se vuelve más difícil. La cancelación total es imposible porque dos ondas nunca son completamente iguales; sin embargo, lo que sí se cancela, sobre todo, son los graves, aunque los medios pierden mucha fuerza y en los agudos se produce un efecto llamado phaser, que suma unas frecuencias y resta otras. La razón para que sí se cancelen los graves y no los agudos es la probabilidad: para que se cancelen dos ondas al completo, tienen que ser iguales y coincidir perfectamente los picos con los valles de otra, y, como hemos visto, es imposible, pero sí que sucederá la reducción de graves de forma notable cuando los valores negativos de una onda sean los valores positivos de otra. Los graves, al ser sus ciclos más largos, es decir, su periodo mayor, es más probable que coincidan en desfase, pero las agudas se componen por valles y depresiones mucho más repetidas y estrechas (menor periodo), por lo que la coincidencia es prácticamente imposible. 
Los desfases se producen entre dos señales que, al provenir de diferentes micrófonos o instrumentos, es decir, diferentes impedancias, no tardan el mismo tiempo en hacer el recorrido entre entrada y salida, por lo que las ondas propias de cada señal pueden interferir entre sí por lo anteriormente explicado. También pueden ser producidos por fallos técnicos, como pueden ser inversores de fase y procesadores mal ajustados o cables soldados de forma contraria a la que normalmente se emplea. A menudo los desfasajes son inaudibles y no molestan en la mezcla, o en la propia grabación, pero en otras ocasiones el desfase es perfectamente apreciable por la pérdida notable en la sección de graves.

## Soluciones
La fase puede ser un problema de muy difícil solución en una grabación con varios micrófonos, sobre todo cuando microfoneamos baterías. Si no tenemos en cuenta la fase no conseguiremos un sonido contundente, es decir, si el sonido de la caja entra por su micrófono y también por los micrófonos aéreos, la fase de estos tres micros debe ser la misma, porque si no tendremos el problema del desfase y perderemos fuerza en la gama de graves, sucediendo este contratiempo con cualquier interacción entre micrófonos. Lo cierto es que los problemas de fase son algo bastante habitual y en la mayoría de los casos su apreciación se realiza con el oído, cuando sientes que el sonido no tiene graves sabes que está fuera de fase, aunque para darnos cuenta de esto de una forma mucho más precisa y profesional necesitamos un medidor de fase (algunos plug-ins lo incluyen). Al saber que existe este desfase podemos optar por varias soluciones eficaces y fáciles de ejecutar, como redistribuir los micrófonos empleados de una forma sutil, cuando encontremos dos micros fuera de fase debemos mover uno de ellos, un cambio de unos centímetros puede ser suficiente, probando poco a poco si los graves vuelven a recoger su brillo normal. La solución más común no siempre funciona: se trata de un botón en el previo de micro o en el propio canal de la mesa de mezclas de audio que invierte la polaridad de la señal eléctrica, un cambio de 180°, y eso puede ser muy malo. Existen además otros aparatos que pueden arreglar este problema variando la fase desde 0° a 180° con todos los pasos intermedios, internamente tienen un circuito de retraso que nosotros podemos cambiar hasta encontrar un punto que nos guste, por supuesto esto se hace de oído.

## Representación matemática
En el caso de una onda sinusoidal que avanza en el sentido de los x crecientes, si {\displaystyle \scriptstyle {A_{\circ }}} es la amplitud, {\displaystyle \scriptstyle {\omega }} la pulsación (en radianes por segundo), k el número de onda circular o angular (en rad/m), t el tiempo (en segundos) y x la posición (en metros), podemos escribir:

{\displaystyle A(x,t)=A_{0}\cos(kx-\omega t+\varphi _{0})\,}

El ángulo de fase de esta onda es el argumento {\displaystyle \scriptstyle \varphi =(kx-\omega t+\varphi _{0})} en el caso general toda onda estacionaria puede representarse mediante una función del tipo:

{\displaystyle \mathbf {A} (\mathbf {r} ,t)=\mathbf {A} _{0}(\mathbf {r} )\cos(\mathbf {k} \cdot \mathbf {r} -\omega t+\varphi _{0})}

Y en ese caso general la fase es el argumento de la función que contiene la dependencia del tiempo es la fase {\displaystyle \scriptstyle \varphi =(\mathbf {k} \cdot \mathbf {r} -\omega t+\varphi _{0})}, siendo {\displaystyle \scriptstyle \varphi _{0}}, la fase inicial.
No se puede determinar el ángulo de fase de una onda basándose en una sola medida de la onda. Midiendo los valores en función del tiempo o de la posición, se puede deducir el ángulo de fase, pero con una indeterminación de un múltiplo entero de {\displaystyle \scriptstyle {2\pi }}.
En realidad, el valor del ángulo de fase no es muy útil. El valor realmente útil es la diferencia de fase o desfase entre dos sitios, dos instantes o dos ondas.